# Cầu thủ nữ xuất sắc nhất thế kỷ của FIFA
Cầu thủ nữ xuất sắc nhất thế kỷ của FIFA (tiếng Anh: FIFA Female Player of the Century) là giải thưởng do FIFA tổ chức nhằm tìm ra cầu thủ bóng đá nữ xuất sắc nhất thế kỷ 20. Michelle Akers của Hoa Kỳ và Tôn Văn là những người chiến thắng trong buổi trao thưởng tại Roma, Italia vào ngày 11 tháng 12 năm 2000.

## Bối cảnh
Kể từ năm 1991 FIFA bắt đầu tổ chức trao giải Cầu thủ xuất sắc nhất năm. Tổ chức này quyết định chào đón thiên niên kỷ mới bằng việc phát động cuộc bầu chọn công khai nhằm tìm ra Cầu thủ xuất sắc nhất thế kỷ của FIFA (dành cho cầu thủ nam), Thủ môn xuất sắc nhất thế kỷ của FIFA, và Cầu thủ nữ xuất sắc nhất thế kỷ của FIFA.

## Quá trình bầu chọn
Akers được chọn là Cầu thủ thế kỷ của FIFA thông qua bầu chọn chung của độc giả FIFA Magazine (có giá trị 50%) và từ FIFA Football Committee (có giá trị 50% còn lại). Tôn Văn được trao giải FIFA Internet Award dựa trên phiếu bầu trên trang chủ của FIFA.